# Jonathan Hogg
Jonathan Lee Hogg est un footballeur anglais né le 6 décembre 1988 à Middlesbrough en Angleterre. Il évolue au poste de milieu de terrain à Huddersfield Town. Il est le capitaine de cette équipe.

## Biographie
Hogg rejoint le centre de formation de Middlesbrough en 1997, puis celui d'Aston Villa en 2004.
En 2009, il est prêté pour quelques mois à Darlington. Le 21 novembre 2009, il marque un but lors de ses débuts professionnels, à l'occasion d'un match de la League Two (D4) contre Chesterfield. 
En 2011, il est de nouveau prêté, cette fois-ci à Portsmouth.
Le 27 août 2011, il quitte son club formateur, et s'engage avec Watford.
Puis le 29 juillet 2013, il rejoint l'équipe d'Huddersfield Town.
Il est le vice-capitaine des Terriers, le capitaine étant Christopher Schindler.
Il est également le deuxième joueur le plus capé des Terriers au XXIe siècle, le premier étant Alex Smithies.